# 베트남어
베트남어(베트남어: Tiếng Việt / 㗂越, 한국 한자: 越南語 (월남어), 문화어: 윁남어)는 베트남의 총 인구 중 약 87%를 차지하는 킨족의 모국어이자 베트남의 공용어이다. 베트남의 소수 민족 사이에서도 공용어로 쓰이며 이웃 나라의 킨족과, 미국, 프랑스 등지에 사는 재외 베트남인들이 쓰고 있다. 캄보디아에서는 크메르어와 사촌 관계를 가진 언어이자, 소수 언어로서 주로 국경 지역에서 쓰는 편이다.
계통상 오스트로아시아어족에 속하고, 음운적으로 베트남어는 인근의 언어들처럼 성조를 특징으로 하며, 총 6가지의 성조가 있다. 한나라 대부터 시작된 접촉의 영향으로 중국어로부터 많은 차용어를 받아들였으며, 음운과 문법은 타이계 언어 등 인근 언어들과 유사하여 동남아시아 언어동조대의 일부를 이룬다. 유형론적으로는 단음절 형태소가 많고 분석어에 속하는데, 기본 어순은 SVO 어순이며 수식어가 피수식어의 뒤에 위치한다.

## 언어학적 특징
베트남어는 오스트로아시아어족 몬크메르어파에 속하는 언어이다. 몬크메르어파에는 베트남어 외에도 크메르어, 문다어, 카시어, 므엉어 등이 있다. 최근에는 몬크메르어파에 속하는 언어들 가운데에서도 친연관계가 깊은 베트남 북부 고원지대에 살고 있는 므엉족의 언어인 므엉어, 베트남 중부 꽝빈 성에서 사용되는 응우온어 등과 함께 비엣므엉어군으로 분류하기도 한다.
베트남어의 표준어와 방언을 엄밀하게 구분하기는 어려우나 하노이를 중심으로 한 북부 방언(표준어), 후에를 중심으로 한 중부 방언, 호찌민 시를 중심으로 한 남부 방언으로 나뉠 수 있다. 북부 방언은 6성조를 사용하고 음절 끝자음을 분명히 발음하지만, 중부와 남부 방언은 5성조를 사용한다.  베트남어의 표준음은 하노이의 북부 방언을 기초로 하고 있다.
베트남어는 단음절이 하나의 단어가 되며 어미의 변화가 없는 고립어로 주어 동사 목적어 순의 어순을 갖는다. 또한 수식어가 피수식어의 뒤에 놓인다. 예를 들어, 다른 한자권 국가에서는 베트남의 국기를 대개 금성홍기라고 부르지만 자국 명칭은 기홍성금(Cờ đỏ sao vàng,기 붉 별 금)의 순이다. 즉, 금성홍기는 '금성이 있는 홍기'로, 금성이 수식어인데, 다시 금성('금색 별')에서는 금이 수식어이다. 홍기('붉은 기')도 마찬가지로 수식어의 위치가 한국어와 거꾸로이다.
이러한 성조, 단음절, 유형론적 고립어 등의 특징은 동남아시아의 여러 언어와 중국어에 공통되는 것으로서, 어떤 언어학자들은 과거 동남아시아와 중국 남부에 걸친 언어 동조대(Mainland Southeast Asia linguistic area)에서 서로 영향을 주고 받아 형성된 것으로 추정한다.

## 지리적 분포
베트남어는 베트남의 공용어로, 다수 민족인 킨족뿐 아니라 베트남 내의 많은 소수민족들도 이 언어를 사용한다. 또 이웃한 중국, 캄보디아, 라오스에도 베트남계 인구를 중심으로 한 베트남어 화자가 상당수 분포하고 있다. 현대 이민의 결과로 베트남어는 동남아시아, 동아시아, 북미, 유럽, 호주 등 전세계 여러 지역의 베트남인 디아스포라에서 사용되고 있다. 미국에서 베트남어는 150만 명 이상의 화자가 있어 미국 내에서 6번째로 많이 사용되는 언어로 집계된다. 10만 명이 넘는 베트남 디아스포라가 존재하는 오스트레일리아, 프랑스, 캐나다, 타이완, 독일, 대한민국 등에서 베트남어는 상당한 비중을 차지하는 소수 언어이다.

## 음운

### 자음
|        |        | 순음    | 치경음                   | 경구개음            | 연구개음   | 성문음 |
| ------ | ------ | ------- | ------------------------ | ------------------- | ---------- | ------ |
| 파열음 | 무성음 | p [p]   | t [t]                    | tr [c~ʈʂ] ch [c~tɕ] | c/k/q [k]  |        |
| 파열음 | 유기음 |         | th [tʰ]                  |                     | kh [x~kʰ]  |        |
| 마찰음 | 무성음 | ph [f]  | x [s] s [s~ʂ]            |                     | kh [x~kʰ]  | h [h]  |
| 마찰음 | 유성음 | v [v]   | d [z~j] gi [z~j] r [z~ɹ] |                     | g/gh [ɣ]   |        |
| 비강음 | 비강음 | m [m]   | n [n]                    | nh [ɲ]              | ng/ngh [ŋ] |        |
| 접근음 | 접근음 | u/o [w] | l [l]                    | y/i [j]             |            |        |
| 내파음 | 내파음 | b [ɓ]   | đ [ɗ]                    |                     |            |        | 북부(하노이)와 남부(호치민/사이공)의 자음 발음이 상이한데, 대표적으로 남부에선 <s>, <r>, <tr>을 [ʂ], [ɹ], [ʈʂ]로 발음하지만, 북부 표준어에선 [s], [z], [c]로 발음한다. 또한, 남부에선 <d>, <gi>, <ge>를 [j]로 자주 발음한다.

### 모음
베트남어는 비교적 모음이 많다. 아래는 하노이 베트남어의 모음 다이어그램이다.
|          | 전설           | 중설           | 후설           |
| -------- | -------------- | -------------- | -------------- |
| 고모음   | i [i]          | ư [ɨ]          | u [u]          |
| 상중모음 | ê [e]          | â [ə] / ơ [əː] | ô [o]          |
| 중하모음 | e [ɛ]          | â [ə] / ơ [əː] | o [ɔ]          |
| 저모음   | ă [a] / a [aː] | ă [a] / a [aː] | ă [a] / a [aː] |

### 성조
베트남어에는 6개의 성조(베트남어: thanh điệu)가 있다. 베트남어는 단음절이 단어를 이루는 고립어이기 때문에 같은 발음이라도 성조에 따라 의미가 다르다.
|  | 1. ma : 명사 혼령 2. mà : 부사 그러나, ~이지만, ~하기 위해서 3. má : 명사 어머니 4. mả : 명사 무덤 5. mã : 명사 모양 6. mạ : 명사 모(벼의 어린 싹) |

## 문자
베트남어는 로마자에 성조를 표시하여 기록하는 꾸옥응으를 사용한다. 꾸옥응으는 17세기 프랑스 선교사 알렉상드르 드 로드가 정리한 로마자 기반의 표기법에서 비롯한 것으로, 20세기 초 프랑스 식민지 시절 《꾸옥응으》(베트남어: Quốc Ngữ)로 정리되었다.
꾸옥응으의 알파벳 자모는 아래의 표와 같다.
| 대문자 | A | Ă | Â | B | C | D | Đ | E | Ê | G | H | I | K | L | M | N | O | Ô | Ơ | P | Q | R | S | T | U | Ư | V | X | Y |
| 소문자 | a | ă | â | b | c | d | đ | e | ê | g | h | i | k | l | m | n | o | ô | ơ | p | q | r | s | t | u | ư | v | x | y |

모음에 붙는 기호는 비슷하지만 서로 다른 모음을 표시하기 위해 이용된다. 실제 표기에서는 이 기호들 위에 성조의 표시가 함께 사용된다. 예를 들어 “mắc”(병을 앓다)와 같이 쓰인다. 베트남어는 단음절 마다 띄어쓰고 문장의 처음과 고유명사는 대문자로 시작한다.

### 대문자 표기
문장의 처음과 고유명사는 대문자로 시작한다. 이를테면,
- 가공의 인명 Quang Minh Bạch의 각 음절의 첫 글자는 대문자로 쓴다.
- 문장 "Bò ăn cỏ."의 첫 글자는 대문자로 쓴다. 해당 문장의 뜻은 "소가 풀을 먹는다."이다.

## 문법
베트남어는 고립어로 격이나 성, 수량에 따른 어미변화를 하지 않으며, 조사도 사용하지 않는다. 어순은 주어 동사 목적어 순의 SVO이다. 시제의 변화나 의문등을 표시하기 위해 시제 부사, 의문 부사를 사용하고, 장소 등을 나타내기 위해 전치사를 사용한다. 부사는 동사 앞에 놓이고 일반명사는 분류사 뒤에 놓이며 수식어는 피수식어 뒤에 놓인다.
| Con (껀)                  | chó (쩌) | này (나이) | chẳng (짱)      | bao giờ (바오 저) | sủa (수어) | cả. (까) |
| (동물을 나타내는 분류사)  | 개       | 이(것)     | 아니(부정 부사) | 언제(나)          | 짖다       | 전부     |
| 이 개는 결코 짖지 않는다. |          |            |                 |                   |            |          |

| Khi (키)                             | chết (쩻) | một (못)                    | người (응어이) | không còn (콤 껀)                 | hiện hữu (히엔 흐우) | nữa (느어) |
| ~할 때                               | 죽다      | 한 (영어의 부정관사와 비슷) | 사람           | 더는 ~하지 않다 (뒤에 nữa와 호응) | 존재하다             | 더         |
| 죽으면, 사람은 더는 존재하지 않는다. |           |                             |                |                                   |                      |            |

## 방언
베트남어에는 여러 지역 방언이 있으나 모두 상호 의사소통이 가능하다. 전통적으로 베트남어는 북부, 중부, 남부의 3가지 방언 지역으로 구획되는데, 화자 수는 대략적으로 북부가 45%, 중부가 10%, 남부가 45% 정도이다. 일부 학자들은 독자적 특징을 가진 북중부 방언의 존재를 주장한다. 남베트남 지역은 15세기 말부터서야 베트남어 화자가 살기 시작했기 때문에 남북 간의 방언 차이는 중부와의 차이에 비해 크지 않다.

## 같이 보기
- 알렉상드르 드 로드
- 베트남어의 한글 표기
- 베트남어 점자
- 비엣어파